# Lac Chichoj
 (octobre 2018).

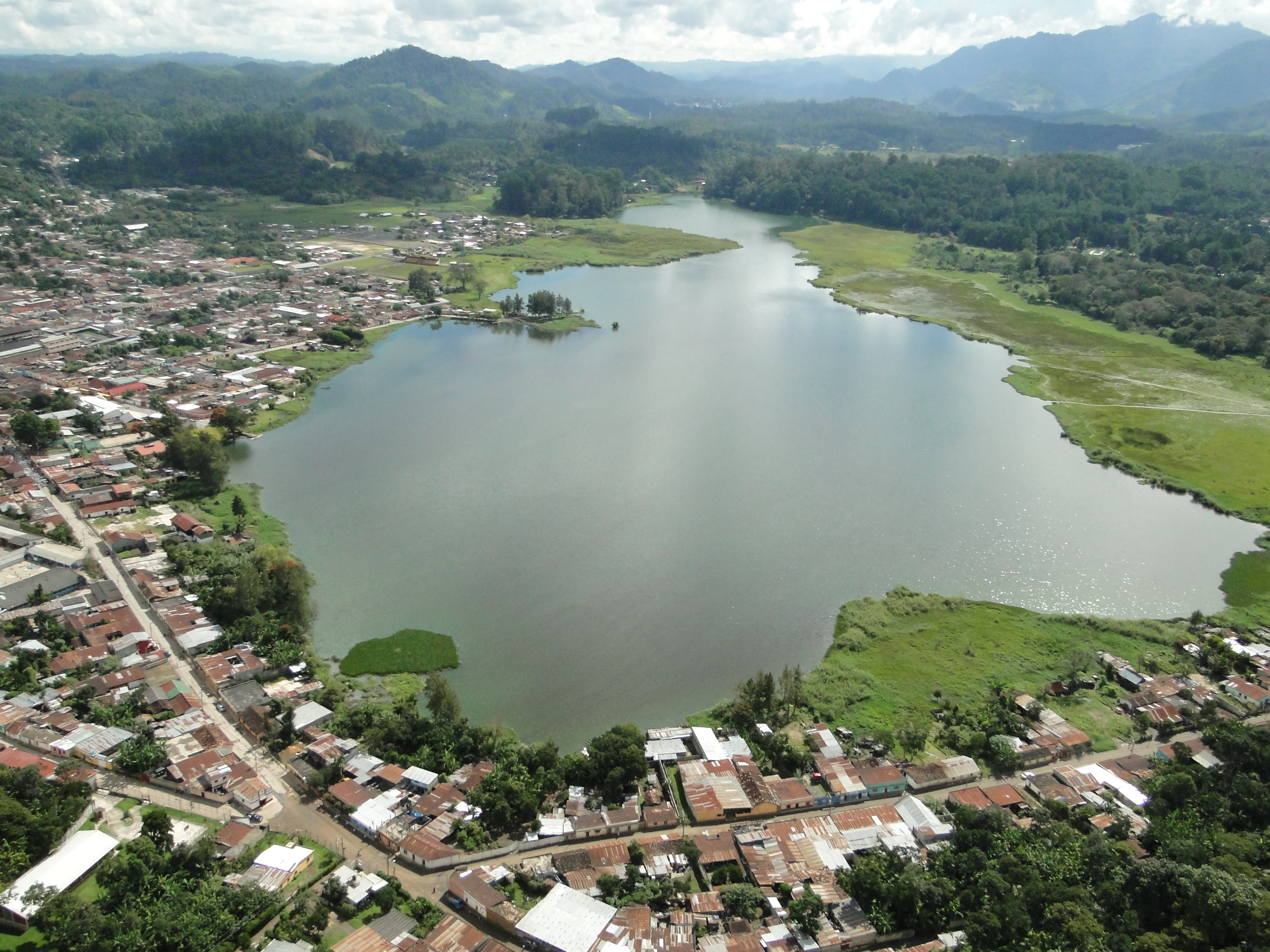
Vue aérienne du lac Chichoj depuis sa rive ouest

Le lac Chichoj (ou lac de Chichoj) est un lac situé près de la ville de San Cristóbal Verapaz, dans le département de Alta Verapaz, au Guatemala en Amérique Centrale. 
Il mesure 1 km de long pour 0,5 km de large, couvre une superficie de 0,5 km2 et contient environ 4,8 millions de mètres cubes d'eau, pour une profondeur maximale de 32 m .
Le 21 février 2021, la Commission technique créée par le Ministère de l'environnement du Guatemala a décidé d'un plan d'action pour restaurer le lac.

## Situation et caractéristiques du bassin versant

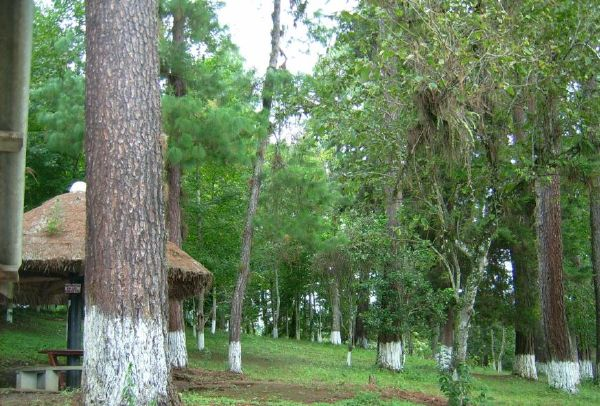
La colline du Peténcito, le long de la rive nord du lac, accueille un parc agréable.

Le lac Chichoj se situe dans le municipe (territoire communal) de San Cristóbal Verapaz, département de Alta Verapaz, au Guatemala. Son bassin versant a été classé en Zone Protégée afin de tenter de limiter la dégradation de son environnement. La présence de pertes et de résurgences karstiques dans les calcaires sous-jacents complique la compréhension de l'écoulement des eaux de pluie. De ce fait, le bassin topographique du lac ne correspond pas exactement au bassin drainé et on estime que le bassin versant couvre entre 21 et 23,5 km2. De même, le devenir des eaux du lac est mixte, avec, d'une part, probablement des pertes souterraines vers la vallée du Chixoy, au sud, et de là un écoulement par la rivière Chixoy, puis le Río Usumacintla et le golfe du Mexique, et d'autre part, un écoulement superficiel par l'exutoire vers la rivière Cahabón, et de là vers le lac Izabal et la mer des Caraïbes.

## Légendes entourant la formation catastrophique du lac
Selon certaines traditions orales de San Cristóbal Verapaz, le lac se serait formé catastrophiquement par effondrement du sol lors d'un tremblement de terre au début du XVIe siècle, peu après l'arrivée des moines dominicains autour de 1525. En se formant, le lac aurait alors englouti la première église de San Cristóbal, ainsi que le village maya qui l'entourait (nommé alors Caccoj ou Caccoh). Selon ces légendes, ce cataclysme serait une punition divine infligée aux habitants de San Cristóbal Caccoh pour avoir chassé un frère Dominicain et refusé d'embrasser la foi chrétienne . Cette version apparaît déjà très tôt dans un livre publié en 1648 par le moine dominicain irlandais Thomas Gage. Ce livre souffre malheureusement de nombreuses exagérations, jetant le doute sur la crédibilité de ce témoignage. Cependant, un texte de dominicains espagnols mentionne aussi l'apparition subite d'un lac près de San Cristóbal à la suite de l'effondrement d'une cavité souterraine pendant un tremblement de terre vers 1590. L'église paroissiale aurait alors subi peu de dommages. Ce rapport suggère donc que l'effondrement, réel ou supposé, a eu lieu suffisamment loin de la ville pour que l'église ne soit pas endommagée, tout en étant suffisamment conséquent pour être signalé dans les chroniques. Quoi qu'il en soit, la partie ouest du lac, à l'emplacement de laquelle les traditions situent le plus volontiers l'ancienne cité, n'est pas le produit d'un effondrement historique car elle était déjà existente dans son état actuel depuis au moins le VIIIe siècle. D'après Montero de Miranda le lac est déjà « très grand, long, et profond » en 1575 (UNAM, 1982: 223-248).

## Hydrologie
La température des eaux de la surface du lac oscille entre 20 °C l'hiver et 25 °C l'été. De 1979 à 2011, la moyenne des précipitations annuelles a été de 1 777 mm au bord du lac et 2 428 mm sur le Cerro de La Laguna, la partie la plus haute de son bassin versant . Le temps de résidence de l'eau dans le lac est donc de 35 ± 6 jours en supposant un renouvellement total des eaux du lac. En réalité, le lac est fortement stratifié et dimictique, étant composé d'un épilimnion trouble et peu minéralisé, surmontant un hypolimnion 5 °C plus froid, anoxique et fortement minéralisé. La circulation de l'eau est donc presque restreinte à l'épilimnion, réduisant le temps de résidence moyen des eaux à 18 ± 3 jours, pour une profondeur moyenne de la thermocline de 7 mètres. Le lac s'homogénéise souvent une fois par an en janvier ou février, et ce parfois très rapidement, le manque d'oxygène des eaux profondes entrainant alors une suffocation massive des poissons.
Le lac est alimenté par plusieurs cours d'eau mais principalement par la rivière Paná à l'ouest du lac. Elle naît de la confluence des ruisseaux Chijuljá et Requenzal et traverse le centre de San Critóbal. Les autres cours d'eau (Los Lavaderos, Chicojgual, Cerro Caj Coj) sont très petits et contribuent peu à l'alimentation du lac. Des apports souterrains par l'intermédiaire de sources se produisent aussi, soit directement dans le lac, soit le long de ses rives (par exemple à la grotte de Panconsul), ou à travers les vastes marais qui entourent le lac. L'exutoire superficiel du lac est la rivière El Desagüe, laquelle se jette ensuite dans la rivière Cahabón. Avant de parvenir au Cahabón la rivière El Desagüe effectue un parcours souterrain de plusieurs centaines de mètres. Une partie des eaux usées de San Cristóbal ne termine pas directement dans le lac, mais est acheminée via un égout au travers les marais qui bordent le lac au nord, puis déversée directement dans la rivière El Desagüe, en aval du lac.
Le lac résulte de la coalescence d'au moins trois dolines, probablement engendrées par la dissolution de gypse en profondeur. L'existence de gypse est attestée par la présence de sources très chargées en sulfates le long de la trace active de la faille de Polochi, 2 km au sud du lac, dans la vallée de la rivière Chixoy, où elles édifient d'énormes cônes de travertin. Leur débit est bien supérieur à l'apport superficiel de leur bassin versant, trahissant des apports depuis le bassin du lac Chichój, 400 à 700 mètres au-dessus des sources. 

## Succession écologique, eutrophisation et réduction de la surface du lac Chichoj
L'eutrophisation est au départ un processus naturel qui se produit pendant des phases terminales de comblement d'un lac. Elle se développe alors lentement, sur des milliers d'années. Cependant, elle peut devenir un processus rapide, se développant en quelques décennies, lorsqu'elle résulte de la fertilisation des terres cultivées, de la contamination industrielle ou de l'urbanisation. Dans le cas du lac Chichoj, la déforestation, la fertilisation des terres, l'urbanisation et l'industrialisation du bassin versant ont chacune contribué d'une manière ou d'une autre à sa spectaculaire eutrophisation depuis les années 1950. La dégradation de l'écosystème lacustre a motivé des études environnementales à partir des années 1970 ,,,,,. Celles-ci visaient à documenter l'eutrophisation et identifier ses causes. Toutes ces études ont conclu que la principale source d'eutrophisation est l'absence de traitement des eaux usées de la ville de San Cristóbal et leur rejet dans le lac, bien plus que l'agriculture.
La conséquence la plus visible de l'eutrophisation est l'expansion très rapide de grands radeaux flottants de la jacinthe d'eau (Eichhornia crassipes), récoltée sans relâche afin d'éviter qu'elle ne recouvre complètement le lac. L'énorme quantité de jacinthe retirée du lac est compostée et recyclée en engrais horticole.
De nombreux témoins ont rapporté que les vastes marais qui entourent le lac étaient autrefois des eaux libres, et ce jusque vers 1950. Une ancienne ligne de rivage entre 1,0 ± 0,1 et 1,4 ± 0,1 mètre au-dessus de l'élévation actuelle moyenne de la surface du lac entoure les marais et sembler attester de la présence d'un lac plus étendu. Un des effets de l'eutrophisation est d'accélérer le comblement des lacs et de les convertir en marécages. On a donc estimé que l'eutrophisation est responsable de la réduction de la surface du lac, et que si l'eutrophisation n'était pas atténuée rapidement, l'ensemble du lac serait converti en marécage en moins de 12 ans (voir la section « Plainte devant le tribunal de l'eau latino-Américain »). Il se peut aussi que l'exondation des marécages résulte d'un léger abaissement de la surface du lac, dû à une modification artificielle ou naturelle de son exutoire. Quelles qu'en soient les causes, il est improbable que la surface du lac se réduise encore significativement, en raison de la grande profondeur du lac restant. Par ailleurs, aucune augmentation de la sédimentation n'a été observée dans le lac profond depuis que l'eutrophisation a commencé .
Grâce à son emplacement à mi-chemin entre l'Atlantique et le Pacifique, l'écosystème du lac est sous l'influence des grandes oscillations climatiques pluriannuelles des deux océans: El Niño (ENSO) dans le Pacifique et l'Oscillation Nord-Atlantique (NAO). Des études des sédiments du lac sont en cours pour déterminer les variations d'amplitude de ces oscillations au cours du dernier millénaire .
Le 21 février 2021, la Commission technique créée par le Ministère de l'environnement du Guatemala a décidé d'un plan d'action pour restaurer le lac.

## Contamination par le chrome
La contamination de l'environnement du lac par le chrome a commencé dans les années 1950, et a augmenté de façon spectaculaire jusqu'en 2005 au moins, atteignant alors 20 fois son niveau naturel . Le chrome est utilisé sous forme de sel dans le tannage du cuir à la fabrique de chaussures de Calzado Coban dans le bassin versant. Le chrome ne semble pas s'accumuler le long de la chaîne alimentaire, n'étant pas trouvé dans les tissus de poissons ou d'écrevisses ,. Par contre, il s'accumule massivement dans les racines de jacinthe d'eau et, de là, est transféré dans les sédiments du lac lors de la chute des racines. Cependant, du fait que la plus grande partie de la biomasse de jacinthe est extraite du lac pour lutter contre l'eutrophisation, et transformée en engrais, il est probable que l'essentiel du chrome soit dispersé loin du lac.

## Réduction de la couverture forestière du bassin versant
Seulement 20 % du bassin versant du lac est couvert de forêt.
La croissance démographique et le manque de travail sont quelques-uns des facteurs qui ont favorisé la conversion de zones forestières en zones d'agriculture de subsistance, en particulier à la suite de la crise des prix du café.
La perte de couverture forestière est particulièrement critique sur les terrains à forte pente qui sont plus sensibles au ruissellement et à l'érosion. La perte des sols se traduit par une augmentation des flux sédimentaires en aval, le long des cours d'eau et dans le lac. L'érosion des sols, en accélérant le ruissellement, limite aussi la recharge des aquifères.

## Aléa sismique
Le lac Chichoj est situé à moins de deux kilomètres de la faille de Chixoy-Polochic, une faille majeure de la limite de plaque entre l'Amérique du Nord et les Caraïbes. Cette faille est l'aléa sismique le plus important pour la ville de San Cristóbal Verapaz, laquelle se trouve enserrée dans vaste réseau de plus petites failles sismogènes. Parmi les derniers tremblements de terre ayant affecté le lac, on peut noter un séisme de magnitude 4,1 en 2006 sur la faille de Polochic, et un séisme de magnitude 4,8 en juin 2009 sur une faille secondaire, au nord-ouest du lac. Les sédiments du lac ont enregistré les effets des séismes passés, tel que le séisme majeur de magnitude  7,8 du 4 février 1978, sur la faille de Motagua,  ainsi qu'une série de séismes majeurs (MMI > 7) le long de la faille de Polochic entre 850 et 1450 EC . Le lac est une source de danger en cas de tremblements de terre. Les marais qui entourent le lac sont de plus en plus fréquemment remblayés et urbanisés. Ils sont sensibles à l'amplification des ondes sismiques (changement de leur fréquence et de leur intensité), à la réverbération des ondes sismiques sur l'encaissant rocheux (allongement de la durée des secousses), à la liquéfaction des sols (enfoncement du bâti), mais aussi à l'inondation des terres basses par débordement du lac. De tels débordement peuvent résulter du déclenchement de glissements de terrain sous-lacustres, comme de la mise en résonance du lac (phénomène de seiche).

## Affaissement du sol
Les données géologiques suggèrent que le lac se trouve au-dessus d'une masse de gypse qui affleure abondamment plus à l'ouest dans la vallée du Chixoy. Là, la dissolution du gypse est responsable de l'effondrement répété et meurtrier de pans entiers de montagne, en particulier dans la combe de Los Chorros . Le lac occupe une dépression formée par la coalescence d'au moins trois dolines qui résultent de dissolution du gypse en profondeur. Ces dolines sont probablement vieilles de seulement quelques dizaines de milliers d'années. Les marais qui entourent le lac sont probablement d'anciennes dolines totalement remplies de sédiment. Dans la mesure où le gypse est encore présent sous le lac, et n'a pas été complètement dissous, une reprise de l'affaissement du sol, n'est pas à exclure. La nouvelle phase de subsidence peut être lente et continue, ou se produire par à-coups, ponctuée d'épisodes rapides, voire instantanés. Il est même possible que les marais soient en cours d'affaissement lent, mais en l'absence de campagnes de nivellement répétées de tels mouvements sont difficiles à mettre en évidence. Un affaissement lent est par ailleurs probable, ne serait-ce que sous les effets conjugués de la lente compaction des sédiments et de l'oxydation/décomposition de la matière organique qu'ils contiennent. L'espace d'accommodation ainsi créé est alors rempli par la sédimentation naturelle du marais.

## Risque d'inondation
Les zones humides qui entourent le lac s'étendent sur 0,63 km2 et sont entourées dans une ancienne ligne de rivage. L'origine de cette rive associée à un lac plus grand reste incertaine. La conversion de secteurs peu profonds du lac en zones humides pourrait résulter simlement d'une invasion par la flore palustre, peut-être en lien avec l'eutrophisation récente. Alternativement, le rétrécissement du lac pourrait aussi résulter d'un léger abaissement de son niveau moyen, dû à un meilleur drainage de son exutoire. Quoi qu'il en soit, on ne peut exclure dans le futur une nouvelle extension du lac dans les limites définies par l'ancienne ligne de rivage, et même au-delà, avec pour conséquence l'inondation de zones humides comblées et urbanisées. En effet, aux problèmes de drainage aux abords de l'exutoire s'ajoute le fait que la rivière qui draine le lac disparaît au bout de quelques centaines de mètres dans un conduit karstique souterrain qui pourrait être partiellement ou totalement obstrué par des débris pendant les évènements pluvieux exceptionnels (ouragans en particulier). La rétention d'eau en amont de la grotte pourrait alors entraîner une augmentation du niveau du lac de 4,0 ± 0,3 m avant que le trop-plein ne s'évacue par la vallée maintenant sèche dans laquelle s'écoulait jadis la rivière.

## Plainte devant le Tribunal de l'Eau latino-américain
Le 12 septembre 2008, lors d'une audition au tribunal de l'eau latino-américain, l'ONG Asoverapaz a averti que la poursuite de l'eutrophisation dans le Lac Chichoj entraînera sa conversion en un marais dans un délai de 12 ans. Lors de cette audition, le maire de San Cristóbal Leopoldo Ical Juil, a promis de mettre en œuvre diverses mesures de remédiation, y compris la construction d'un parc écologique et d'un abri sur la colline du Peténcito, une l'île ancienne île du lac aujourd'hui entourée de zones humides sur trois côtés. Selon les études présentées au tribunal, le lac contient des niveaux élevés de matières fécales, qui sont tenus responsables de la détérioration de la flore et de la faune lacustres.
Compte tenu de l'augmentation croissante de la contamination, la cour a opté pour la ratification d'un accord entre le plaignant « Asociación para el Desarrollo Integral de Verapaz » (Asoverapaz) et l'accusé, à savoir la municipalité de San Cristóbal Verapaz et le conseil de développement de l'Alta Verapaz.